# Museo de Arte Turco e Islámico

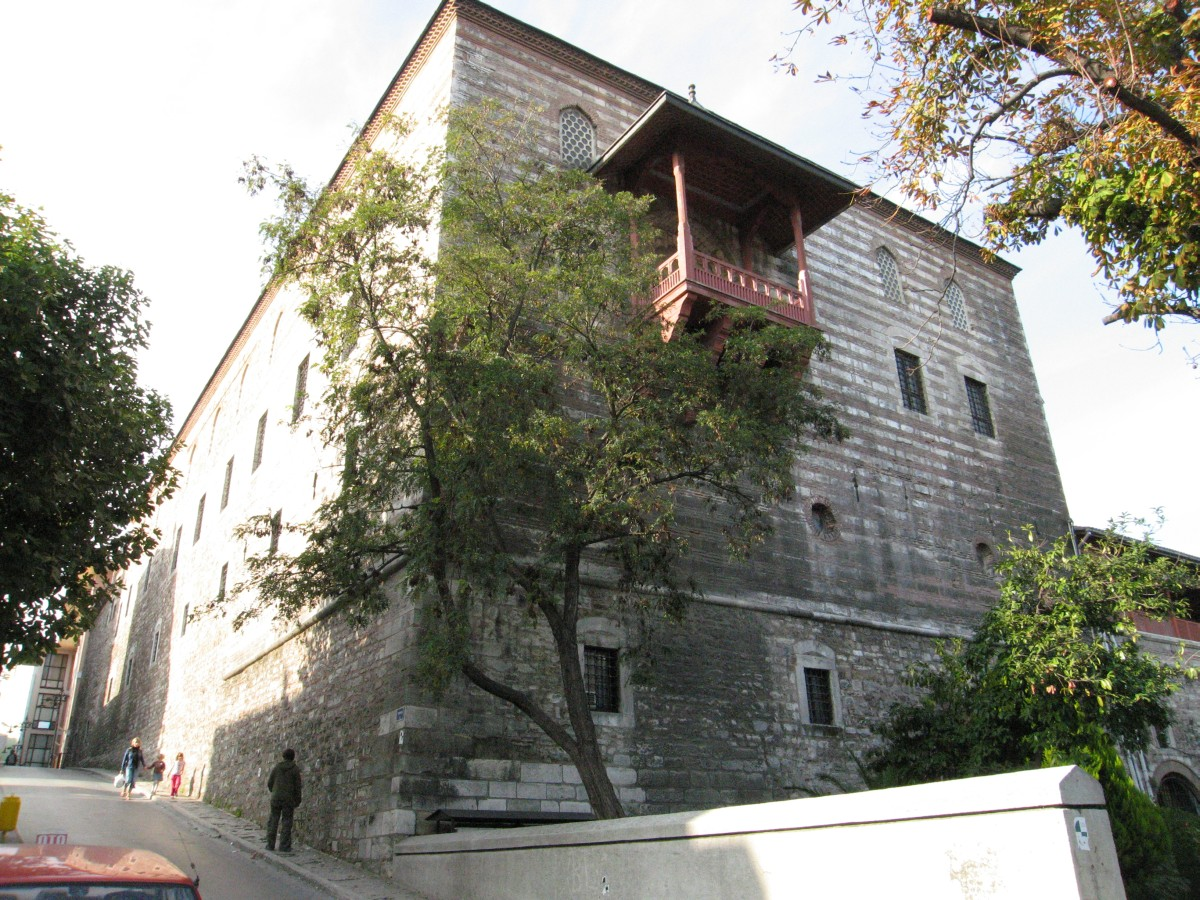
Edificio principal del museo.

El Museo de Arte Turco e Islámico (turco:Türk ve İslam Eserleri Müzesi) es un museo situado en la plaza Sultanahmet en el distrito de Eminönü, Estambul, Turquía.
El museo está situado en el antiguo palacio de Ibrahim Paşa, primer gran visir de Suleiman el Magnífico, construido en 1524.
Se exponen unas 40.000 piezas cubriendo una cronología que abarca desde el califato de los Omeyas hasta la actualidad. En esta colección iniciada a principios del siglo XIX se exponen importantes ejemplos de caligrafía islámica, una importante colección de alfombras.
La planta baja está formada por muestras etnográficas de los diferentes pueblos y etnias turcas destacando en especial la parte dedicada a las tribus nómadas.